# Latínubrot um Þorlák helga
Latínubrot um Þorlák helga es un texto muy antiguo que se clasifica dentro de las llamadas sagas de los obispos y que solo ha sobrevivido un fragmento de narrativa en latín sobre la vida de Torlak de Islandia.